# Postamt Quedlinburg
Das Postamt Quedlinburg ist ein denkmalgeschütztes Postamts-Gebäude in der Stadt Quedlinburg in Sachsen-Anhalt.

## Lage
Es ist im Quedlinburger Denkmalverzeichnis als Postamt eingetragen und befindet sich südöstlich der historischen Quedlinburger Altstadt an der Adresse Bahnhofstraße 15.

## Architektur und Geschichte
Das Postamt entstand in den Jahren 1887 bis 1889 nach dem Entwurf des Reichspostamt Berlin, August Kind (Grundriss) und Plänen des Regierungsbaumeisters Voges im Stil der Neoromanik. Der in massiver Bauweise errichtete Komplex erinnert in seiner äußeren Erscheinung an einen Burgpalast der Stauferzeit. An der Ost- und der Westseite des Gebäudes befinden prächtig gestaltete Tore und Einfriedungen, der Haupteingang ist an der Nordseite angeordnet. Auf der Hofseite befindet sich ein weiterer Gebäudeflügel in auf das Haupthaus abgestimmter Gestaltung. Im südöstlichen Teil des Hofs steht eine ebenfalls entsprechend gestaltete Wagenhalle. Bei seiner Fertigstellung und Einweihung durch den Direktor im Reichspostamt Dr. Fischer und seiner Begleitung dem Leiter des Technischen Bau-Büreau August Kind am 24. Mai 1889 gehörte das Postamt zu den modernsten Post- und Telegrafenstationen Deutschlands. Für die Funktion der Telegraphie steht der große Eckturm, in dessen Haube die Telegraphenleitungen einmündeten.
Der Zustellstützpunkt für Quedlinburg und die umliegenden Orte wurde im Juni 2012 in einen Neubau im Gewerbegebiet Groß Orden verlegt. Im Jahr 2012 stand das Haus, welches im Obergeschoss auch Wohnraum bietet, zum Verkauf.
Das Sozialamt vom Landkreis Harz führt eine Beratungsstelle Quedlinburg im ehemaligen Postamt.
Von 2016 bis 2018 erfolgte durch das Architekturbüro Gardzella für 3,4 Mio. € der Umbau des Alten Postamtes in ein Bank-, Therapie- u. Verwaltungsgebäude.
Bis 2022 wurde die untere Etage des Gebäudes durch die Postbank genutzt, die wiederum alle Leistungen der Deutschen Post angeboten hatte.